# 조니 카니자로
조니 카니자로(Johnny Cannizzaro)는 미국의 배우, 연극 배우, 텔레비전 배우이다.

## 영화
- 네이비쉬 포크 (2015년)
- 저지 보이즈 (2014년) - 닉 드비토 역
- 바이크 캅스 반 누이스 (2013년)
- 미드나잇 (2012년)
- 다크 판타지 (2005년) - 엘리자 역
- 애즈 쿨 애즈 제니퍼 (2004년) - 토니 역